# 민승규
민승규(閔勝奎, 1961년 ~ , 서울)는 대한민국의 공무원이다. 

## 학력
- 1988년 : 동국대학교 농업경제학 학사
- 1991년 : 도쿄대학 대학원 농업경제학 석사
- 1994년 : 도쿄대학 대학원 농업경제학 박사

## 경력
- 1995 : 삼성경제연구소 수석연구원
- 2000 : 한국벤처농업대학 설립
- 농어업·농어촌특별대책위원회 위원
- 2008.02 ~ 2009.01 : 대통령실 농수산비서관
- 2009.01 ~ 2010.08 : 농림수산식품부 제1차관
- 2010.08 ~ 2011.12 : 농촌진흥청장
- 국립 한경대 석좌교수
- 2022.12 ~ : 경기북부특별자치도 설치를 위한 민관합동추진위원회 위원

| 전임 정학수 | 제2대 농림수산식품부 제1차관 2009년 1월 23일 ~ 2010년 8월 16일 | 후임 김재수 |

| 전임 김재수 | 제23대 농촌진흥청장 2010년 8월 16일 ~ 2011년 12월 31일 | 후임 박현출 |